# Monteiro Lobato

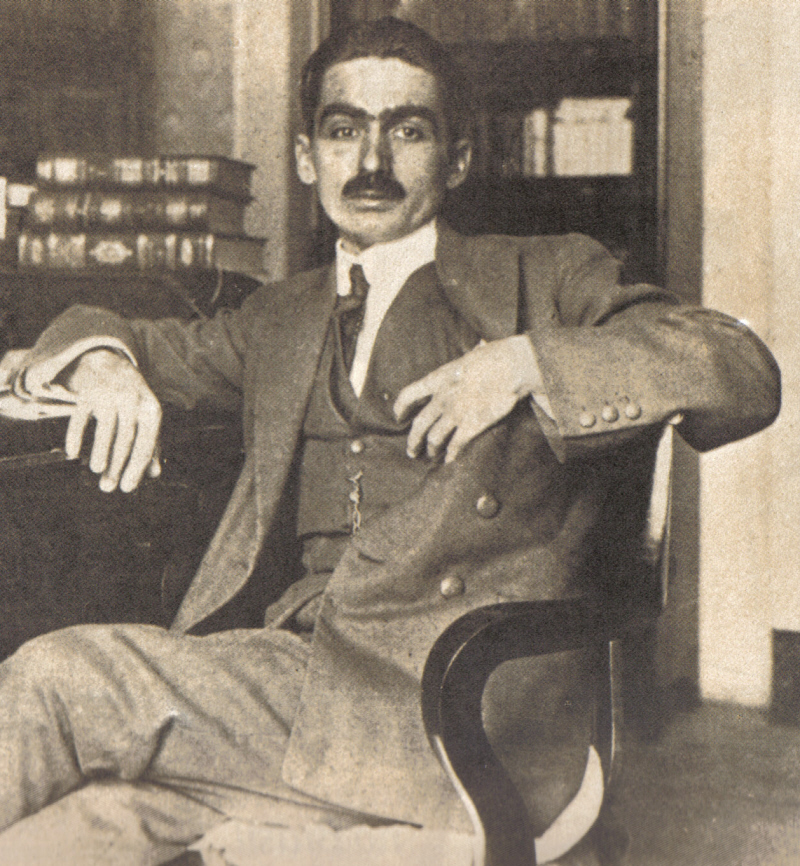
Monteiro Lobato (um 1920)

José Bento Monteiro Lobato (* 18. April 1882 in Taubaté; † 4. Juli 1948 in São Paulo) war ein brasilianischer Schriftsteller und Verleger. Politisch ist er als Nationalist einzuordnen. Er setzte sich für die Verstaatlichung des brasilianischen Erdöls ein. Ein Streit mit Getúlio Vargas brachte ihm dessen Feindschaft ein.

## Leben
Der in der Provinz São Paulo geborene Monteiro Lobato war zuerst als Rechtsanwalt und Kaffeepflanzer im Bundesstaat São Paulo tätig. Er veröffentlichte Sketches und Kurzgeschichten. Die darin vorkommende Figur des Jeca Tatu gilt als typisch für den Bewohner des brasilianischen Hinterlandes.
Monteiro Lobato war Verleger in São Paulo und gründete die Literaturzeitschrift Revista do Brasil. Er förderte junge Autoren und gilt als Vorläufer des Modernismo in der brasilianischen Literatur. Er ist auch bekannt für seine Kinderbücher, besonders sein Sítio do Picapau Amarelo.
Nach ihm ist die Gemeinde Monteiro Lobato im Bundesstaat São Paulo benannt sowie der Ort Lobato im Bundesstaat Paraná.

## Werke
- Urupês (1918)
- Sítio do Picapau Amarelo
- Die Abenteuer von Lúcia – dem Mädchen mit dem Stupsnäschen. Vanete Santana-Dezmann (Hrsg.), Oxalá Editora 2021, ISBN 978-3-946277-59-0.

Sein einziger und futurologischer Roman erschien 1926 unter dem Titel O Presidente Negro.